# Sotaproject
Sotaproject (произн. со́тапро́джект) — российский интернет-ресурс, освещающий общественно-политические события в России.

## История
Sotaproject возник 28 мая 2022 года. В этот день часть сотрудников Sota.Vision взяли под свой контроль телеграм-канал издания. 40 из 45 сотрудников Sota.Vision перешли в Sota.Project. Руководство Sota.Vision назвало произошедшее воровством, а некоторые СМИ назвали ситуацию рейдерском захватом. По сообщению портала «Лениздат.ру» руководство Sota.Vision обращалось в СМИ с требованием называть случившееся не «расколом», а «воровством ресурса». По информации издания Коммерсантъ, разделение произошло из-за разногласий между сотрудниками.

## Формат
Основным медиаресурсом издания Sotaproject является канал в Telegram, который по состоянию на июль 2025 года насчитывает более 110 тысяч подписчиков.
В августе 2022 года Sotaproject запустила свой сайт. Также издание имеет свой канал на YouTube и представлено в социальных сетях Facebook, Twitter и Instagram.
Издание сконцентрировало свою работу на освещении внутрироссийских протестов и преследованиями оппозиционеров и гражданских активистов, ужесточении в стране репрессивного законодательства, а также влиянии последствий полномасштабного российского вторжения в Украину на жизнь рядовых россиян. Значительная часть новостной ленты отводится новостям из регионов. Редакционную политику выстраивает редакционная коллегия.

## Структура
РИА Новости на основании данных Минюста РФ публикует следующий список сотрудников Sotaproject: Алексей Владимирович Обухов, Андрей Андреевич Афанасьев, Евгения Семёновна Балтатарова и Пётр Иванов. Издание финансирует фонд Леонида Невзлина Cooperation for Democracy.

## Критика
Публикации Sotaproject нередко становились причиной критики в адрес издания, в том числе со стороны публичных персон.
- 27 июля 2023 года Sotaproject опубликовала заметку, где утверждается, что «Лига безопасного интернета» распространяет хентай через своё сетевое издание[11] «Русское обозрение». Это издание было создано ещё в 2013 году, и, по данным сайта «Роскомнадзора, у него до сих пор действует лицензия. Глава Лиги безопасного интернета» Екатерина Мизулина, дочь сенатора Елены Мизулиной, назвала публикацию Sota[12] «умышленной клеветой», отметив, что Роскомнадзор приостановил работу издания в 2023 году. Также глава «Лиги безопасного интернета» заявила, что напишет обращение в МВД по факту клеветы и обратится в Минюст и Генпрокуратуру «с просьбой рассмотреть вопрос о признании издания Sotaproject иностранным агентом[13]». В октябре 2023 года полиция возбудила дело о клевете в отношении неустановленных лиц[14].
- По мнению издания «Наша Нiва», Sota Project является, вероятно, единственным крупным российским медиа, регулярно освещающим события в Беларуси. При этом издание отмечает, что материалам проекта свойственна критика Светланы Тихановской и поддержка её оппонентов[15].
- В январе 2025 года издание «Важные истории» обвинило Sotaproject в том, что после беседы её журналиста с героиней их материала о работавшей с оппозиционерами юристкой Марией Чащиловой, в публикации по её просьбе опубликовали отрывки из беседы, но при этом полностью изменили некоторые её ответы и вырезал те из них, где она признавалась во лжи или никак не могла объяснить несоответствия в своих документах[16].  Sotaproject в ответ опубликовали заявление, согласно которому материал «Важных историй» основан на спорных обвинениях и недоказанных фактах, многие из которых не подкреплены убедительными доказательствами, что вызывает вопросы о добросовестности расследования и мотивах авторов[17].

## Конфликты с Фондом по борьбе с коррупцией
27 июня 2024 года Sotaproject опубликовало расследование, ставящее под сомнение прозрачность финансовых и юридических схем Фонда борьбы с коррупцией (ФБК) в Европе. В материале утверждается, что американское юрлицо ФБК перечисляло миллионы долларов литовской НКО "Posterum" (фактически аффилированной с ФБК) в виде грантов, которые затем как пожертвования направлялись европейскому подразделению ФБК. При этом, по данным "Соты", ключевые европейские структуры ФБК, включая "Posterum" и организацию, ставшую европейским ФБК, контролируются литовской семьей Лапинскас. Журналист Александр Плющев упоминается как основной контентмейкер радио "Antidot Media" — НКО, возглавляемой Иреной Лапинскене (из семьи Лапинскас) и зарегистрированной по тому же адресу, что и "Posterum". "Сота" отмечает, что Плющев, как и другие связанные с ФБК лица, не ответил на их вопросы, а расследование в целом поднимает вопросы о целях подобных финансовых операций и реальном влиянии семьи Лапинскас на деятельность ФБК.
10 августа 2024 года известный журналист Александр Плющев обвинил сотрудников телеграм-канала Sotaproject в непрофессионализме, а самих их назвал рейдерами.
13 сентября 2024 ФБК обвинили Леонида Невзлина в организаций нападения на Леонида Волкова и Ивана Жданова, при этом Мария Певичх назвала Sotaproject «карманным телеграм-каналом-помойкой» Леонида Невзлина, существующим исключительно с целью дискредитации ФБК. Об этом же — работе Sotaproject в первую очередь на интересы Невзлина — в тот же день написало издание The Insider. Редакция Sotaprojects, в свою очередь, опровергла информацию из статьи The Insider о том, что её журналисты присутствовали при нападении на Жданова. Позже эта информация была удалена из статьи. Кроме того, на момент публикации статьи создатель и владелец издания "Инсайдер" Роман Доброхотов  имел общий бизнес с одним из руководителей ACF (бывш. ФБК) Владимиром Ашурковым, что может говорить о конфликте интересов.

## Преследования
24 апреля 2024 года учредителя и руководителя издания Sota.vision Александру Агееву осудили за публикацию в канале издания Sotaproject.
16 мая связанная с Sotaproject организация Sota media была внесена Генпрокуратурой в список «нежелательных организаций». Редакция выпустила заявление, в котором опровергла связь с «западными кураторами», упоминаемую в заявлении Генпрокуратуры.
31 мая 2024 года Министерство юстиции Российской Федерации внесло Sotaproject в реестр «иностранных агентов».
27 августа 2024 года Sotaproject подверглись угрозам уголовного преследования со стороны члена СПЧ Марины Ахмедовой за освещение военных действий в Курской области.
Журналисты «Соты» систематически сталкиваются с преследованиями со стороны российских властей. Корреспондентов регулярно задерживают, штрафуют и арестовывают.
- 30 мая 2022 года в Санкт-Петербурге возле своего дома был избит неизвестными журналист[32] Пётр Иванов. В результате избиения у Иванова был диагностирован перелом носа. Несмотря на то, что кадры с камер видеонаблюдения были опубликованы[33] в средства массовой информации уже на следующий день, нападавшие до сих пор не найдены[34]. 12 июня 2022 года Иванова задержали в Москве[35] по камерам видеонаблюдения — спустя несколько часов журналист был отпущен из полиции без протокола и объяснений. Ранее его задерживали 6 марта 2022 года на съёмках антивоенной акции в Санкт-Петербурге, после трёх часов пребывания в полиции журналиста отпустили без протокола.
- 23 сентября 2022 года в Санкт-Петербурге неизвестные при поддержке сотрудников полиции мешали журналисту[36] Петру Иванову освещать проведение митинга в поддержку псевдореферендумов на оккупированной части Украины.